# Escritura estructurada
La escritura estructurada o "redacción estructurada" es una forma  de escritura técnica que usa y crea documentos estructurados
El término fue acuñado por Robert E. Horn. La redacción estructurada se convirtió en una parte central de su método de mapeo de información para analizar, organizar y mostrar el conocimiento en forma impresa y en la nueva presentación en línea de texto y gráficos.
Horn y sus colegas identificaron docenas de tipos de documentación comunes y luego los analizaron en componentes estructurales llamados bloques de información. Identificaron más de 200 tipos de bloques comunes. Estos se reunieron en tipos de información utilizando mapas de información.
Los siete tipos de información más comunes fueron concepto, procedimiento, proceso, principio, hecho, estructura y clasificación.

## Algunos de los problemas que aborda la escritura estructurada
La escritura estructurada se ha desarrollado para abordar problemas comunes en la escritura compleja:
- Organizar grandes cantidades de material
- Mantener una estructura ordenada para brindar una experiencia coherente a los usuarios
- Proporcionar a los usuarios una experiencia más intuitiva y obvia
- Asegurar la integridad de la documentación
- Dirigir contenido a distintas audiencias
- Coordinar proyectos de escritura entre un grupo de escritores.
- Organizar cada fragmento de contenido de forma intuitiva
- Organizar las páginas de contenido de una forma que ayude a los usuarios a comprender su lugar en todo el conjunto de conocimientos.
- Maximizar la eficiencia con la que se puede entender y utilizar la documentación

## Relación con la DITA
Los siete tipos de información más comunes identificados por Horn y sus colegas están vagamente relacionados con los tres tipos de información básica en la Arquitectura de tipificación de información de Darwin (DITA): concepto, tarea y referencia. El procedimiento de mapeo de la información es un conjunto de pasos para una persona. Un proceso es un conjunto de pasos para un sistema. Ambos se parecen a las tareas de la DITA. Los temas de la DITA se ensamblan en documentos utilizando mapas de la DITA.